# Ayía Varvára (ort)
Ayía Varvára (Agia Varvara) är en ort i Grekland.   Den ligger i prefekturen Nomós Aitolías kai Akarnanías och regionen Västra Grekland, i den centrala delen av landet, 200 km väster om huvudstaden Aten. Ayía Varvára ligger 866 meter över havet och antalet invånare är 146.
Terrängen runt Ayía Varvára är kuperad västerut, men österut är den bergig. Runt Ayía Varvára är det ganska glesbefolkat, med 31 invånare per kvadratkilometer. Närmaste större samhälle är Agrínio, 12,1 km väster om Ayía Varvára. I omgivningarna runt Ayía Varvára växer i huvudsak blandskog.